# Randonne

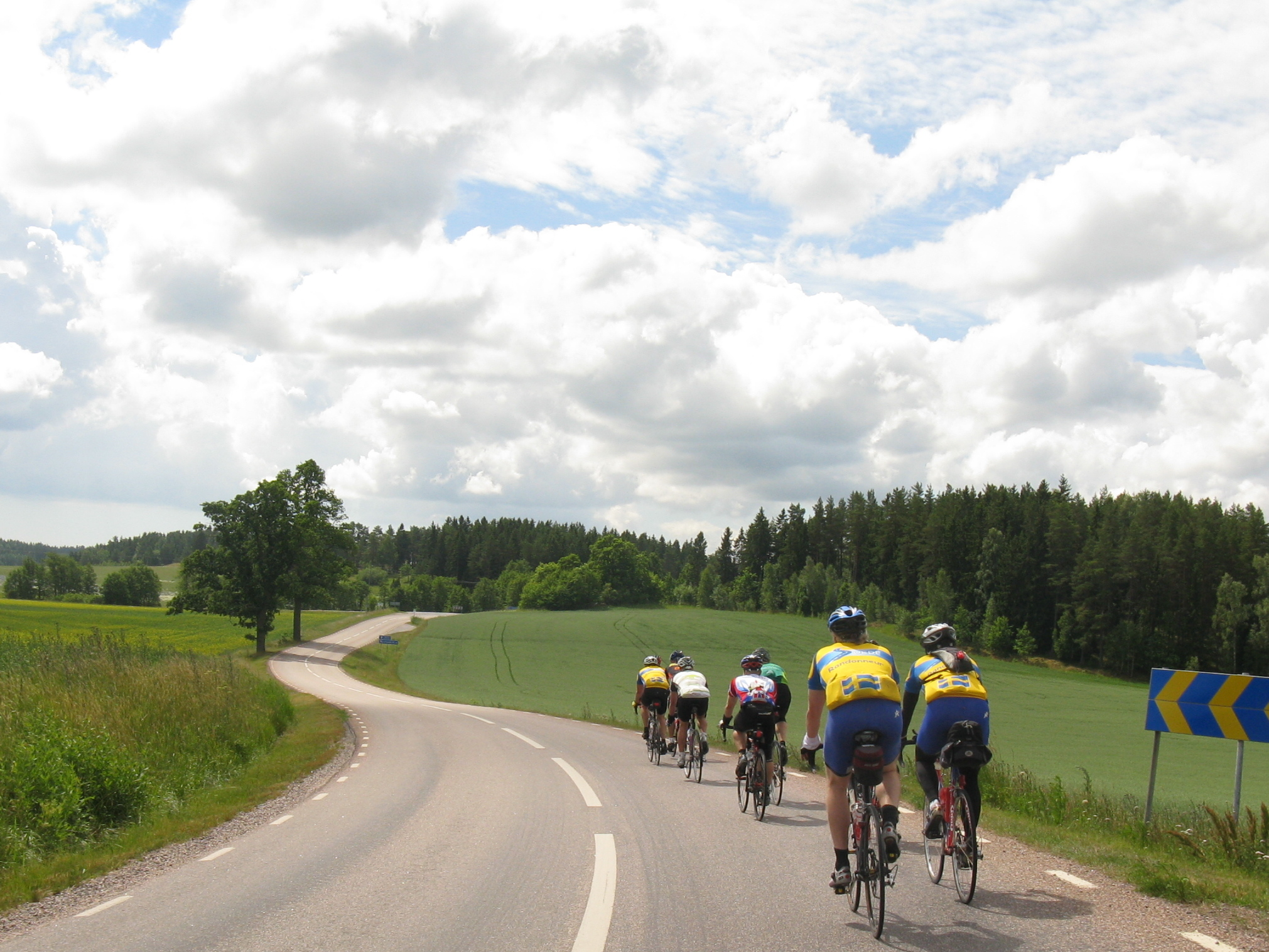
Randonne på landsbygden

Randonne är en form av organiserad långtur på cykel, där målet är att cykla en förutbestämd sträcka inom en viss tidsgräns. Varje cyklist ansvarar för sig, men det är fullt tillåtet och vanligt att göra sällskap med andra deltagare. I likhet med långfärdscykling sätter randonne vikt vid att klara sig på egen hand (utan följebilar etc.), och fokus är mer på att klara en distans än att komma först - alla som kommer i mål inom utsatt tid är lika goda vinnare.

## Regler
En randonne kallas också brevet. För att bevisa att man har kört längs banan har randonnören - den som cyklar randonne - ett brevet-kort där man ska samla stämplar från bestämda orter längs banan, vanligen i "hörnen" av en rundtur. Dessa stämplar kan fås på caféer, mackar etc. Till sin hjälp har man vanligen en vägbeskrivning med instruktioner i stil med "sväng vänster mot X-stad, därefter 3 km rakt framåt", ofta också en karta. Markeringar på vägbanan och organiserade kontroller förekommer normalt inte. Tidsgränsen är vanligen satt så att man behöver hålla mellan 15 och 35 km/h inklusive pauser för att komma i mål i tid. Vid varje kontroll måste man också stämpla inom "öppettider" som motsvarande dessa mini- och maxihastigheter.
De flesta randonné-lopp i hela världen finns registrerade hos Audax Club Parisienne (den första klubb som bildades i världen för randonné) och världsorganisationen Randonneurs Mondiaux. De kontrollerar och registrerar också varje resultat från nationella breveter, något som kallas homologation. Loppen som är registrerade hos ACP kallas brevets randonneurs mondiaux. Alla lopp i Sverige ingår i BRM, men i vissa länder, till exempel Storbritannien finns några lopp som inte ingår i BRM.

## Distanser
De vanligaste brevet-distanserna är 20, 30, 40 och 60 mil. Dessa utgör tillsammans en serie. Den som fullföljer en serie under ett år kan titulera sig Super randonneur.
Även långa distanser på 100 mil ordnas av några klubbar. Ibland ordnas också inofficiella (vilket betyder att de inte är registrerade hos Randonneurs Mondiaux) turer under 20 mil, kallade "populaires".
Det finns också en något ovanligare form Fleche som går ut på att lag från olika håll åker till ett gemensamt mål en sträcka på minst 36 mil och med tidsgräns på 24 timmar eller mer.
Det är vanligt, om än frivilligt, att cykla i sällskap. Om någon får punktering brukar man stanna och hjälpa den som behöver. På stämpelorterna eller i enstaka fall mellan orterna är det ofta fika- eller matpaus på café eller pizzeria - i alla fall paus för att fylla vattenflaskor och energi. På 60-milare brukar det vara vanligt att övernatta på vandrarhem, även om vissa kör utan övernattning.

### 120 mil+
De längsta loppen är över 120 mil, och går i regel mer sällan än årligen. Det mest berömda är Paris-Brest-Paris som ordnas vart fjärde år, och är något av "randonneurernas olympiad". 
Långloppen är ofta de nationella organisationernas "flaggskepp", till exempel brittiska Audax UK:s 140 mil långa London-Edinburgh-London. Långlopp i Sverige är Super Brevet Scandianavia (som går från Danmark till Norge genom Sverige), Sverigetempot Riksgränsen-Smyghuk på 210 mil, vilket har varit den längsta distansen registrerad av Randonneurs Mondiaux i hela världen, och Sverigeloppet på 180 mil som gick från Haparanda till Ystad under åren 1951-1965 och som återstartades 2017.

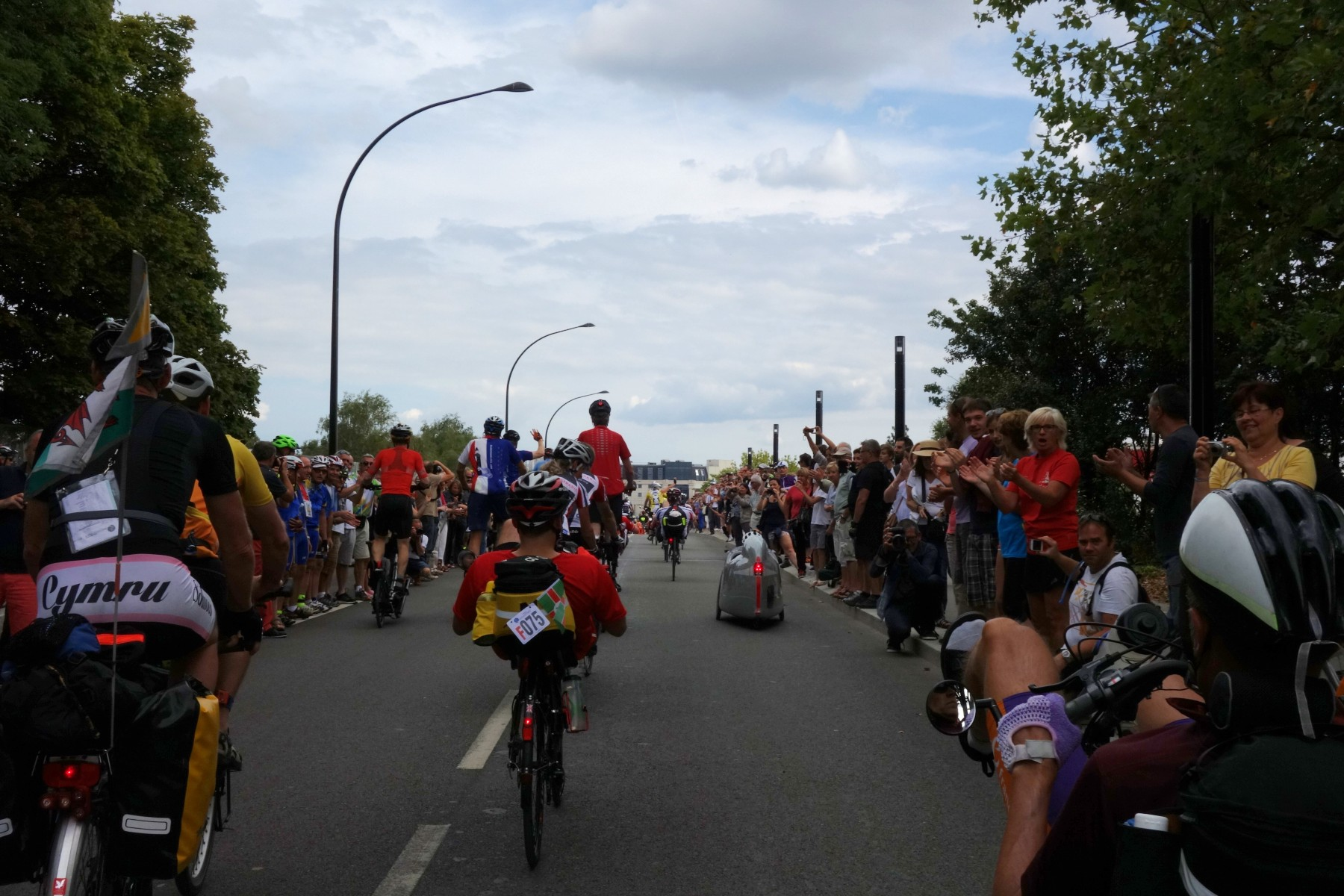
Start för tandem och liggcyklar på PBP 2015
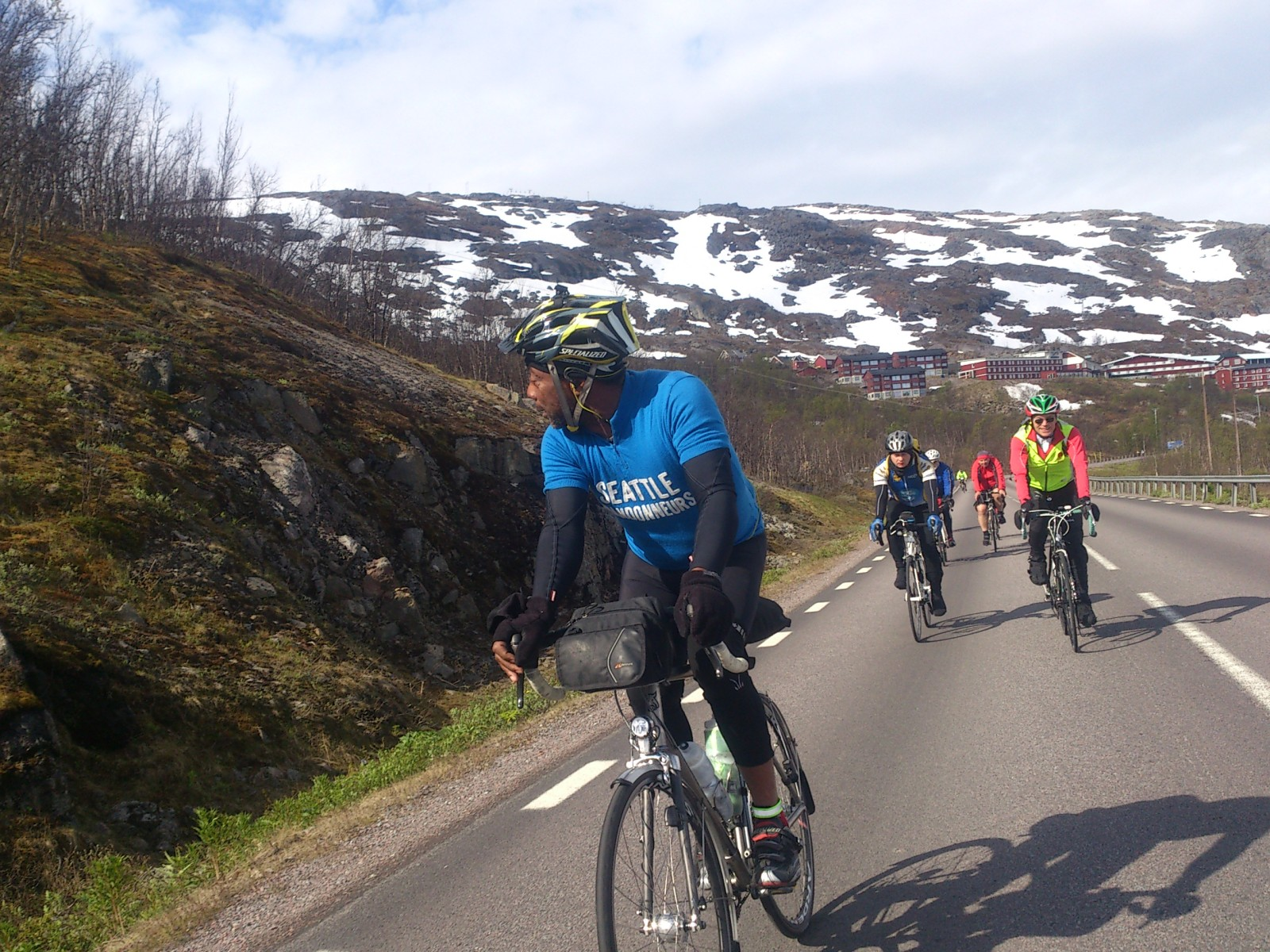
Sverigetempot 2014
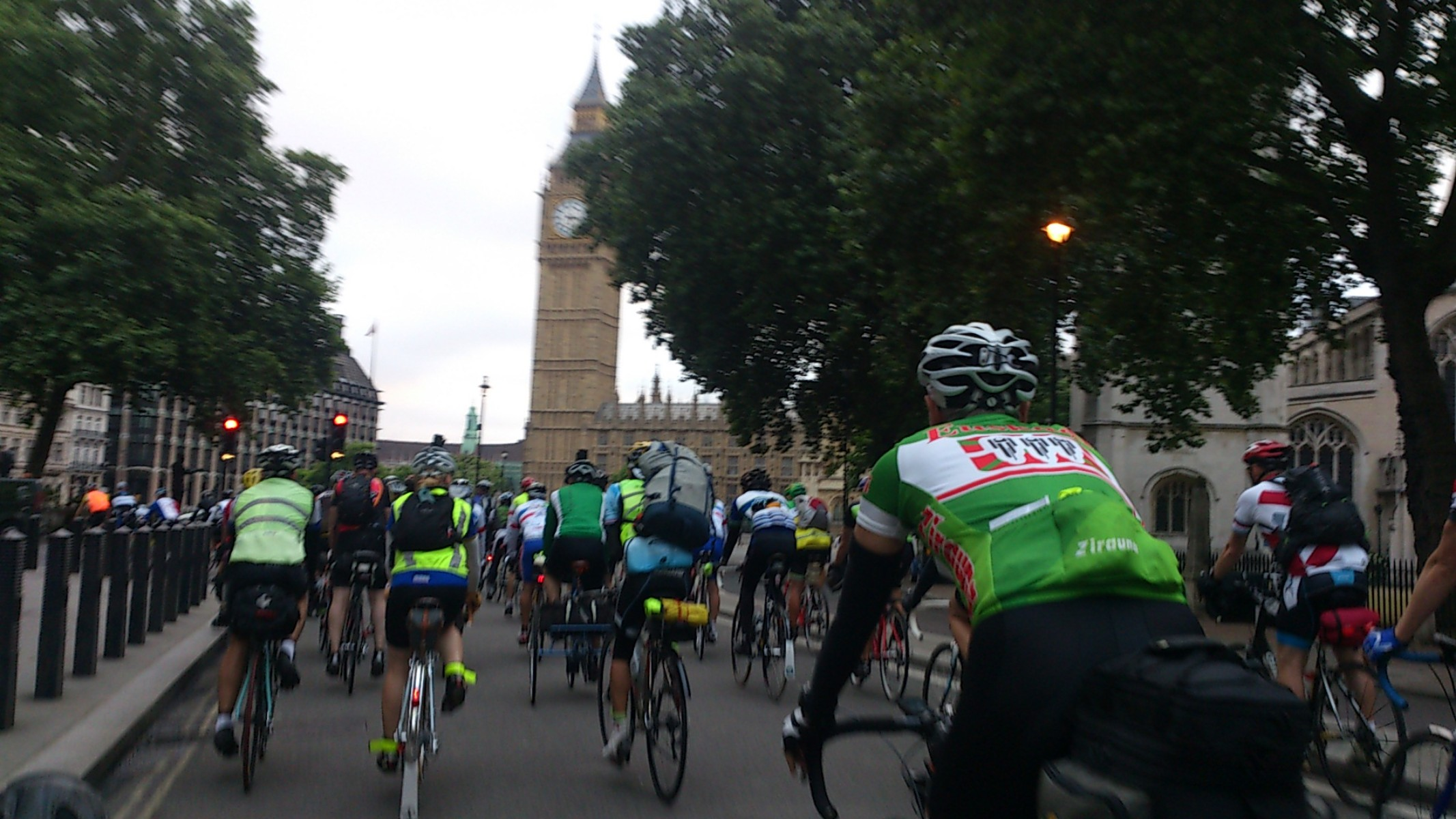
London-Edinburgh 2013
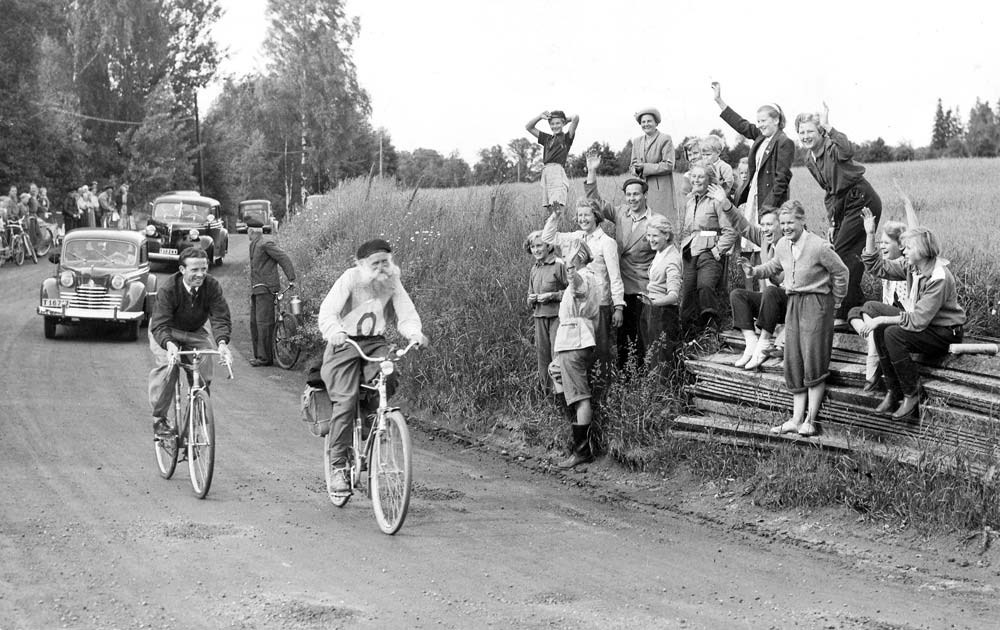
Gustaf "Stålfarfar" Håkansson under Sverigeloppet 1951. Till vänster om honom syns Sven "Svängis" Johansson.

## Audax och randonne

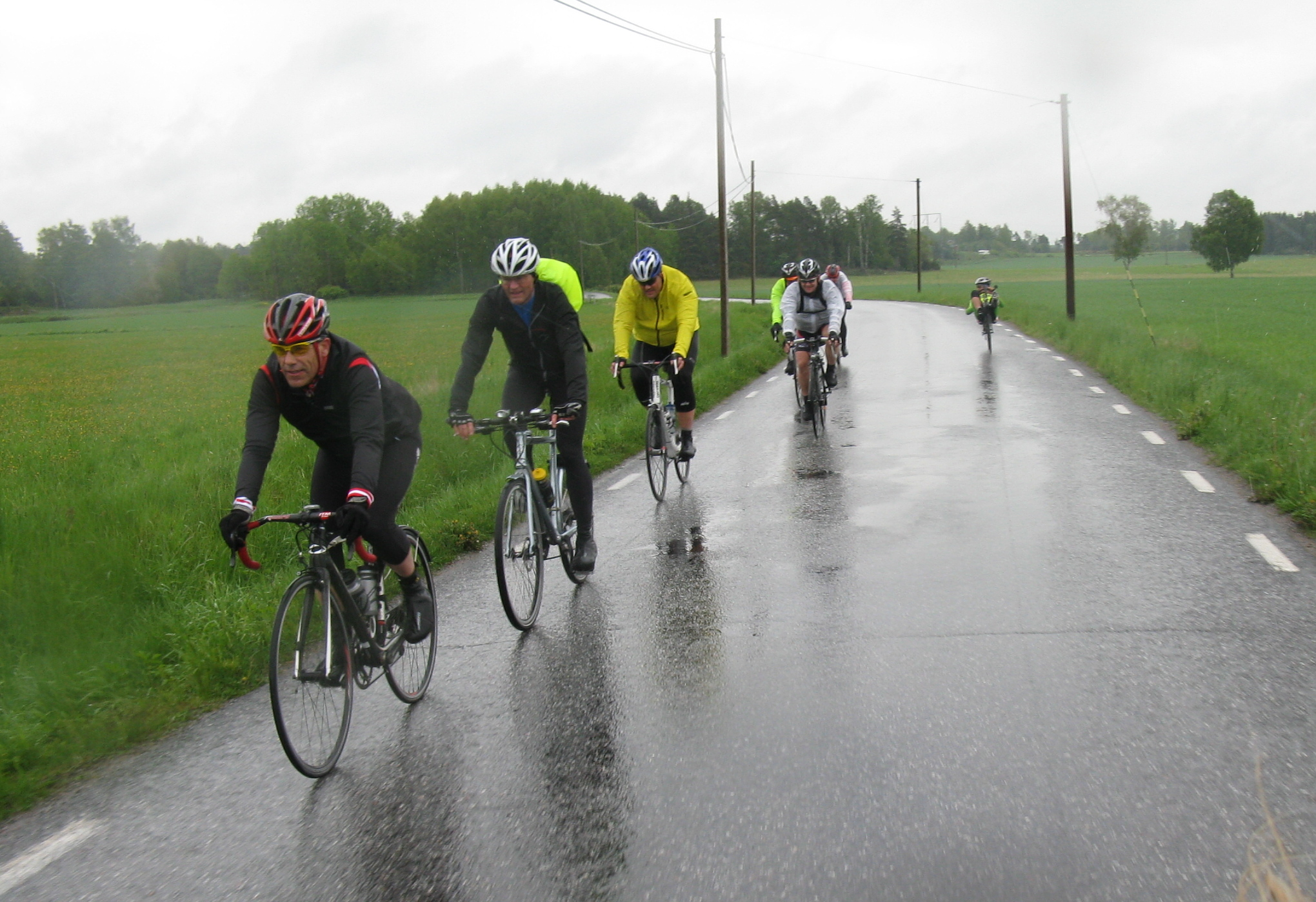
Randonnörer nära Skånela

Audax är en variant på randonne där alla alltid åker tillsammans i grupp under ledning av en kapten, vanligen enligt ett förutbestämt schema med inlagda pauser för fika och måltider. Om en person får punktering eller andra problem stannar alla och hjälper till.
Något förvillande används ordet audax i vissa länder (Storbritannien och Australien m.fl.) för randonnecykling, dvs den form där alla får köra i sitt eget tempo. För att förtydliga används i franskspråkiga länder ibland allure libre  för att förtydliga att det rör sig om turer i fritt tempo.
I Sverige ordnas Audax-turer än så länge (2009) bara av Audax 22,5, en avdelning inom Fredrikshof IF i Stockholm. Detta namn kommer för övrigt av det rullsnitt (snitt exkl schemalagda pauser) på 22,5 km/h som Audax-turer internationellt är beräknande kring och försöker hålla.
Paris-Brest-Paris ordnas i en audax-variant också, vart femte år.

## Cyklar
En bra cykel för randonne är komfortabel även under långa turer, relativt snabb, har plats för viss packning, belysning och vid dåligt väder gärna stänkskärmar. En cykel byggt speciellt för dessa uppgifter brukar kallas "Audax-cykel". De flesta typer går att använda; racercyklar med extra små väskor och lösa lampor är vanliga. Alla typer av cyklar är tillåtna så länge de är lagliga och i övrigt säkra. Även liggcyklar och velomobiler är vanliga internationellt, och kan vara särskilt lämpliga tack vare god komfort på långturer. På audax-turer då man åker tillsammans hela tiden är det extra viktigt med stänkskärmar, och många turer har krav på detta.